# Fruchtfresser

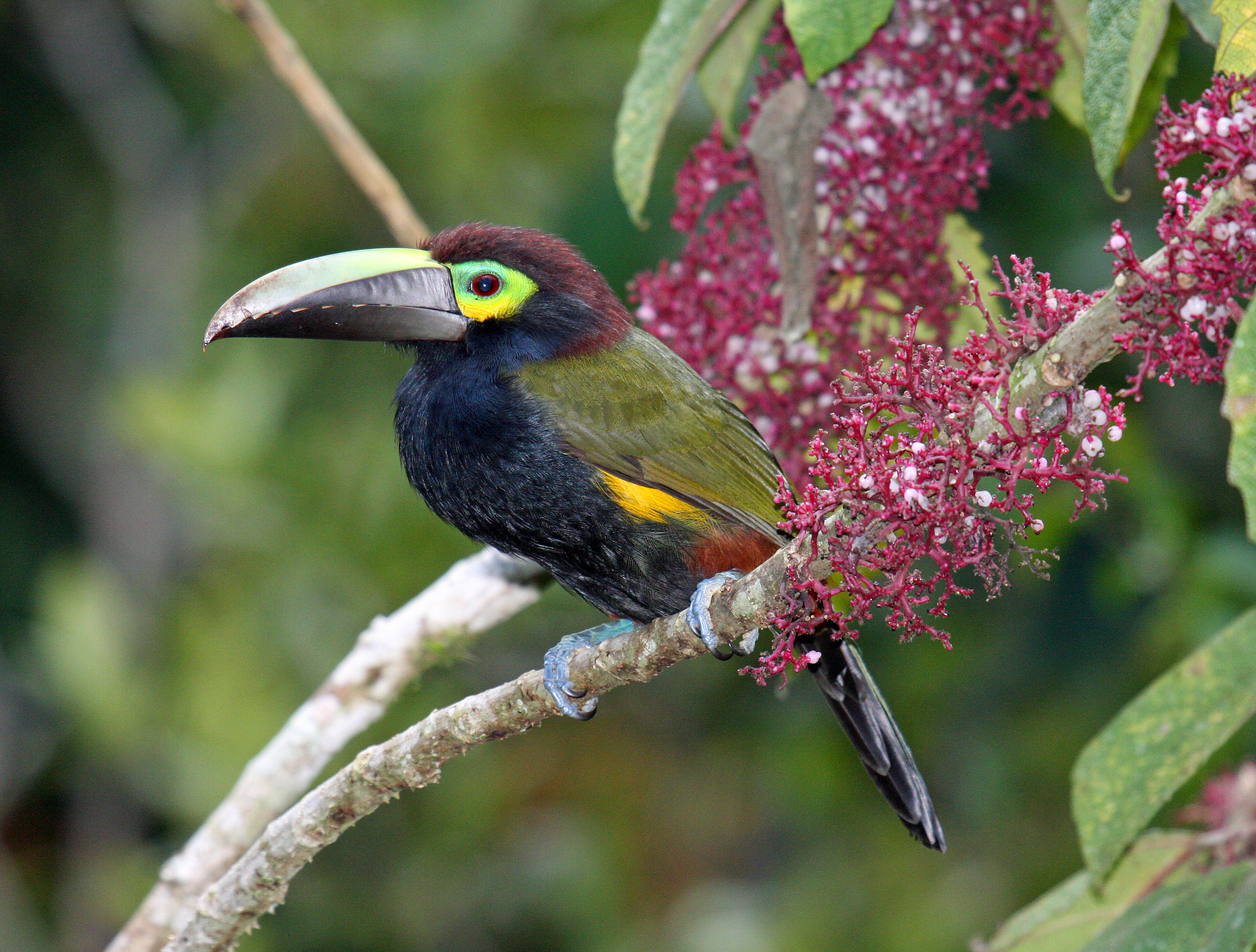
Tukanvögel wie der Gelbohrarassari ernähren sich überwiegend von Früchten

Als Fruchtfresser, Früchtefresser, Frugivoren oder Fruktivoren werden Tiere bezeichnet, deren Verdauungsapparat, Körperbau und Verhalten auf den Verzehr von Früchten als alleinige Nahrung eingestellt ist. Als Früchte gelten in diesem Zusammenhang insbesondere saftige Früchte, wie sie, soweit für den Menschen ungiftig und wohlschmeckend, als Obst bezeichnet werden.
Früchte sind Produkte insbesondere tropischer Pflanzen, die attraktiv für die selektive Aufnahme durch Tiere sind, um die Pflanzensamen durch Zoochorie aus zu breiten.
Viele Vögel, Affen und Fledermäuse gehören zu den frugivoren Wirbeltieren. Fruchtfressende Vögel sind dabei oft sehr wählerisch und Nahrungsverschwender. Sie prüfen jede Frucht auf Geschmack und fressen fast immer nur Teile davon.
Frugivore Insekten sind viele Schmetterlinge, Zweiflügler und Hautflügler.

## Begriffsunterscheidung
Tiere, die sich von trockenen Früchten und Sämereien ernähren, werden dagegen als Körner- oder Samenfresser (Granivoren) bezeichnet.
Menschen, die sich ausschließlich von Früchten im weiter gefassten Sinne ernähren, werden als Frutarier bezeichnet.